# Naucelle (tổng)
Tổng Naucelle là một tổng thuộc tỉnh Aveyron trong vùng Occitanie.

## Địa lý
Tổng này được tổ chức xung quanh Naucelle ở quận Rodez. Độ cao khu vực này dao động từ 290 m (Cabanès) đến 724 m (Quins) với độ cao trung bình 498 m.

## Hành chính
| Giai đoạn | Ủy viên           | Đảng | Tư cách          |
| --------- | ----------------- | ---- | ---------------- |
| 2004      | Jean-Pierre Mazar | PRG  | Thị trưởng Quins |

## Các đơn vị trực thuộc
Tổng Naucelle gồm 8 xã với dân số 4 544 người (điều tra dân số năm 1999, dân số không tính trùng)
| Xã                   | Dân số | Mã bưu chính | Mã insee |
| -------------------- | ------ | ------------ | -------- |
| Cabanès              | 220    | 12800        | 12041    |
| Camjac               | 554    | 12800        | 12046    |
| Centrès              | 599    | 12120        | 12065    |
| Meljac               | 155    | 12120        | 12144    |
| Naucelle             | 1 796  | 12800        | 12169    |
| Quins                | 644    | 12800        | 12194    |
| Saint-Just-sur-Viaur | 222    | 12170        | 12235    |
| Tauriac-de-Naucelle  | 354    | 12800        | 12276    |

## Biến động dân số
| 1962                                                     | 1968  | 1975  | 1982  | 1990  | 1999  |
| -------------------------------------------------------- | ----- | ----- | ----- | ----- | ----- |
| 5 780                                                    | 6 394 | 6 057 | 5 502 | 5 027 | 4 544 |
| Nombre retenu à partir de 1962 : dân số không tính trùng |       |       |       |       |       |